# Aeroporto Internacional Soekarno-Hatta
O Aeroporto Internacional Soekarno-Hatta  é o maior aeroporto da cidade de Jacarta e região metropolitana, ambas localidades na Indonésia. É o aeroporto mais movimentado da Indonésia e o trigésimo terceiro do mundo em termo de passageiros.
Serve além da cidade de Jacarta, as cidades de Tangerang, Depok, Bandung, Bogor e Bekasi de onde saem milhares. Está localizado à 20 km a oeste de Jacarta, na regência de Tangerang. Jacarta possui outro aeroporto internacional que era o principal até Soekarno-Hatta ser finalmente colocado em uso no ano de 1985. Como não era mais utilizado, o governo Indonésio deixou o aeroporto Halim Perdanakusuma em conta da Força Aérea Indonésia e mesmo assim voos domésticos ainda são realizados no aeroporto já que a super lotação de Soekarno-Hatta não os permite mais.
Em um quarto do ano, o aeroporto ja registrou 7.497.388 passageiros, e até o fim de 2009 deve alcançar aproximadamente 30.000.000 de passageiros, 1% à mais, em relação a 2008.

## Passageiros
Ver a consulta original do Wikidata.
| Ano  | Passageiros | Porcentagem |
| ---- | ----------- | ----------- |
| 2001 | 11.818.047  | 3,4%        |
| 2002 | 14.830.994  | 25,3%       |
| 2003 | 19.702.902  | 31,8%       |
| 2004 | 26.083.267  | 24,4%       |
| 2005 | 27.947.482  | 7,1%        |
| 2006 | 30.863.806  | 10,4%       |
| 2007 | 32.458.946  | 5,1%        |
| 2008 | 29.761.045  | 16,9%       |
| 2009 | 30.000.000  | 1,0%        |